# Corallocytostroma oryzae
Corallocytostroma oryzae är en svampart som beskrevs av Y.N. Yu & Z.Y. Zhang 1980. Corallocytostroma oryzae ingår i släktet Corallocytostroma och familjen Clavicipitaceae.   Inga underarter finns listade i Catalogue of Life.